# Șoimari
Șoimari – wieś w Rumunii, w okręgu Prahova, w gminie Șoimari. W 2011 roku liczyła 1759 mieszkańców.